# 柳谷杞一郎
柳谷 杞一郎（やなぎたに きいちろう、1957年〈昭和32年〉 - ）は[カメラマン]]、編集者。広島県[出身。修道中学校・高等学校。慶應義塾大学文学部卒業。大学在学中からフリーライター、編集者の仕事をスタート。1980年株式会社シド・ファイナル・アーツを設立。1987年「エスクァイア日本版」編集者となりファッションフォト、ネーチャーフォト等を担当。タイアップ広告担当の副編集長を経て、1991年カメラマンとして独立。。東京写真学園代表も務める。

## 著書
- 「写真でわかる謎への旅『イースター島』」(雷鳥社(改訂版) 2014年8月)
- 「マチュピチュ (写真でわかる謎への旅)」(雷鳥社 2000年02月)
- 「大事なことはみんなリクルートから教わった」(ソフトバンククリエイティブ 2008年9月)
- 「進化するモチベーション戦略」(雷鳥社 2006年02月)
- 「ラパヌイ―柳谷杞一郎写真集」(エスクァイアマガジンジャパン 1994年4月)
- 「ぼくたちの論語」(雷鳥社 2013年12月)
- 「65歳からのエベレスト街道トレッキング」(雷鳥社 2023年07月)